# SZ-685C
SZ-685C是一种四氢蒽醌类的有机化合物，化学式为C16H16O8。它可以通过Akt/FOXO途径诱导细胞凋亡，被用于抗肿瘤的研究。它的生物来源是一种海洋真菌Halorosellinia sp.，因此该化合物也被称作“haloroquinone”。